# Christian Albrecht von Dohna

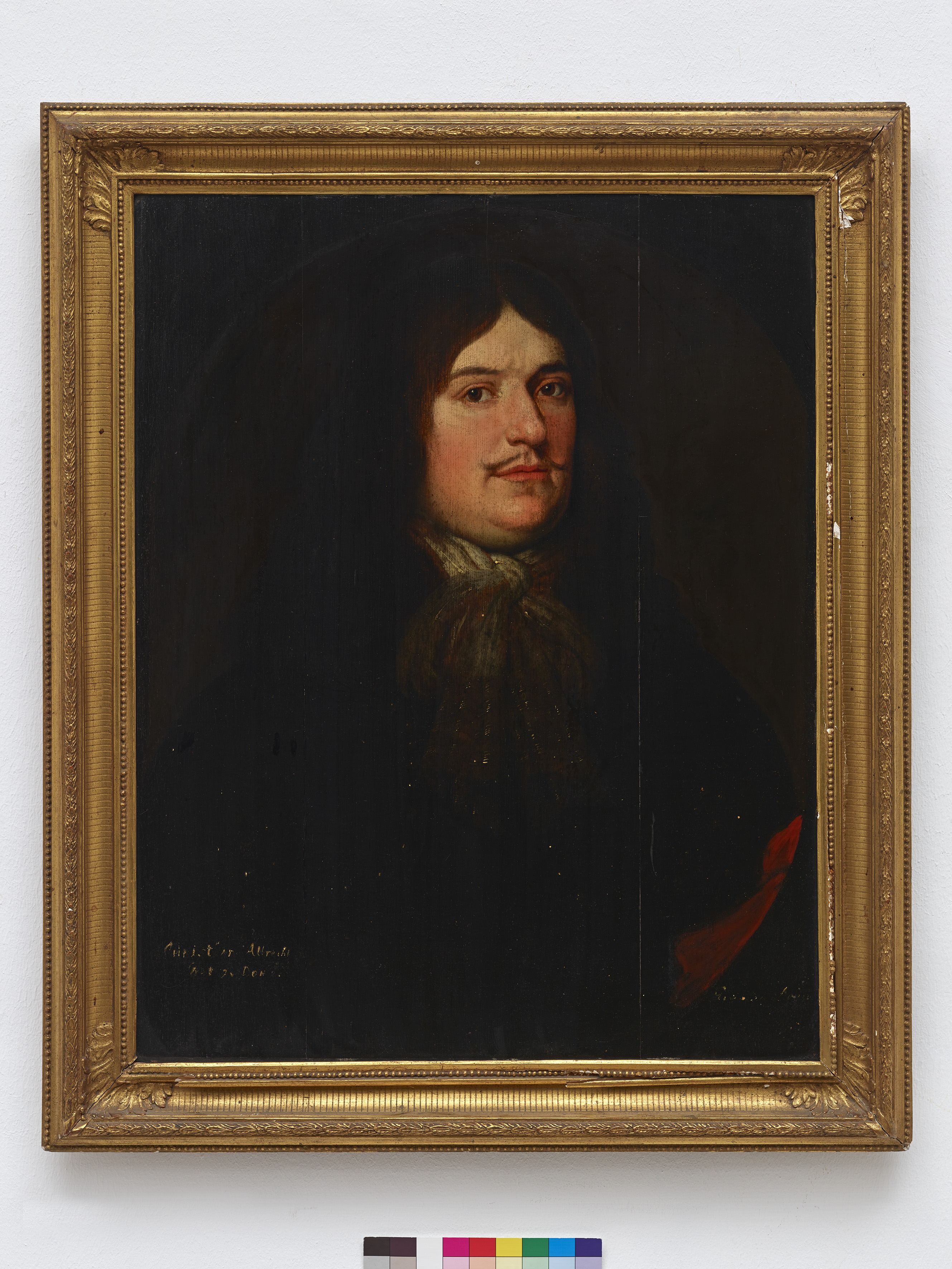
Christian Albrecht von Dohna

Christian (auch Christoph) Albrecht (auch Albert) Burggraf und Graf zu Dohna (* 10. Dezember 1621 in Küstrin; † 14. Dezember 1677 in Gartz (Oder)) war kurbrandenburgischer General.

## Herkunft
Christian Albrecht von Dohna wurde als Sohn von Christoph von Dohna und Ursula Gräfin von Solms-Braunfels (* 24. November 1594 in Braunfels; † 18. August 1657 in Turnhout) geboren. Seine Brüder Friedrich von Dohna (1621–1688) und Christoph Delphicus von Dohna wurden auch Offiziere. Seine Cousine war die Kurfürstin Luise Henriette von Brandenburg.

## Leben
Schon 1621 war er Kornett in holländischen Diensten, erhielt seine Ausbildung unter Prinz Friedrich Heinrich von Oranien und wurde 1648 Oberst. Am 6. Oktober 1656 wurde er kurbrandenburgischer Generalleutnant, Geheimer Rat und Gouverneur von Küstrin, am 16. März 1657 dann Statthalter von Halberstadt und Hauptmann zu Gröningen. Im Jahr 1659 nahm er an einem Feldzug in Pommern teil. Er ließ die Festungen von Berlin und Küstrin ausbauen und wurde am 2. März 1666 General der Infanterie. 1671 wurde er Chef eines neu gebildeten Regiments in Küstrin, das fortan seinen Namen trug („Dohna zu Fuß“). Im darauf folgenden Jahr wurde er Generalfeldzeugmeister. In den Jahren 1675 bis 1677 führte ihn ein erneuter Feldzug nach Pommern, wo er 1677 starb.

## Familie
Seit dem 6. April 1644 war Graf von Dohna verheiratet mit Sophie Theodore Gräfin von Holland-Brederode-Vianen (* 16. März 1620 in Vianen; † 23. September 1678 in Peterhof). Seine sechs Söhne wurden auch Soldaten:
- Friedrich Heinrich (* 1645; † 1668 vor Toulon)
- Wolfard (* 1647 †  8. September 1686) kurbrandenburgischer Hauptmann (Starb im Duell in Magdeburg)
- Wilhelm Albrecht († 1673 vor Maastricht) holländischer Oberst
- Christoph (* 1651; † 27. Oktober 1672 bei Koblenz) kurbrandenburgischer Oberstwachtmeister
- Karl Emil (* 10. September 1658; † 3. Juli 1686 vor Buda) kurbrandenburgischer Oberst
- Dietrich Theodor (* Dezember 1659; † 17. Juli 1686 vor Buda) kurbrandenburgischer Oberst
- Louise, (* 1646; † 8. November 1687)  ⚭ 1670 Ludwig zu Solms-Hohensolms (* 1646; † 24. August 1707)
- Amalia (* 2. Februar 1645; † 11. März 1700)  ⚭  Simon Heinrich zu Lippe-Detmold (1649–1697)
- Ursula Anna (* 12. August 1654; † 25. Mai 1678)
- Frede Marie (* 28. Dezember 1660; † 22. November 1729) ⚭ 1690 Christoph von Dohna-Schlodien (1665–1733)

Sophie Theodore Gräfin von Dohna, geb. von Holland-Brederode-Vianen war die Tochter einer nassauischen Gräfin und eines holländischen Grafen. Sie gelangte im April 1644 durch ihre Heirat mit dem Grafen Christian Albrecht von Dohna-Schlobitten in die Residenz des Kurfürstentums Brandenburg und erwarb 1664 Niederschönhausen und die dazugehörenden Ländereien für 3000 Taler. Auf dem Gut Niederschönhausen ließ sie ihren Wohnsitz – das sogenannte Petit Palais – errichten und ihr Ehemann zeichnete die Entwürfe. Das gräfliche Paar ließ sich von Experten aus Holland, dem Vaterland der Gräfin Sophie, das feuchte Land an der Panke trockenlegen. Nachdem Graf Dohna 1669 zum Gouverneur von Küstrin ernannt worden war, nutzte das Paar seinen Landsitz nur noch selten. Nach dem Tod der Gräfin verkauften ihre Söhne den Besitz für 4000 Taler an den preußischen General Geheimrat Joachim Ernst von Grumbkow.